# 高橋磌一
高橋 磌一（たかはし しんいち、1913年（大正2年）1月15日 - 1985年（昭和60年）8月6日）は、昭和期の歴史学者（日本中世史・近世史）、短期現役士官。歴史教育者協議会委員長などを歴任した。

## 経歴
東京府に生まれ、三多摩壮士の母方の祖父の下で小学生時代から『日本外史』の素読などに親しむ。
暁星中学校を経て昭和5年（1930年）に慶應義塾大学文学部予科、昭和8年（1933年）に文学部国史学科に入学し幸田成文の薫陶を受ける。昭和11年（1936年）に卒業し、大学院に籍を置く傍ら、錦秋高等女学校で文法を担当。昭和16年（1941年）に暁星中学校教諭となり、昭和17年（1942年）に召集。一度解除されるが、昭和20年（1945年）に再度招集を受け、中国に出征した。
戦後は、学界活動に復帰し昭和24年（1949年）に歴史教育者協議会を設立して、書記長に就任。のち委員長。次いで日本学術会議会員、東京平和委員会会長となり、実践的な古文書解読教育に力を注いだ。今宮新のもと、会田倉吉と共に福沢諭吉の関連文献調査にも参加している。

## 著書
- 『洋学論』三笠書房（1939年）
- 『新しい歴史教育への道』誠文堂新光社　1949
- 『日本歴史物語 幸福な社会へのあゆみ』誠文堂新光社　1949
- 『日本の科学者』福村書店　1951　中学生歴史文庫 日本史
- 『歴史家の散歩』1955　河出新書
- 『歴史教育論』河出書房（1956年）
- 『乱世の歴史像』志摩書房　1959
- 『歴史の眼』1959　三一新書
- 『牧野富太郎』講談社　世界伝記全集　1960
- 『少年少女日本歴史物語』新評論　1961
- 『流行歌でつづる日本現代史』音楽評論社　1966
- 『歴史教育と歴史意識』青木書店（1969年）
- 『歴史と庶民の対話』1971　新日本新書
- 『洋学思想史論』新日本出版社　1972
- 『歴史に生きる 講演集』岩崎書店　1975
- 『乱世の歴史像 幕末の日本と世界』一声社　1979
- 『歴史わが人生』1979　新日本新書
- 『歴史の感覚』文一総合出版　1980
- 『高橋磌一著作集』全12巻別巻3　あゆみ出版　1984-87

第1巻 (洋学論)1984
第2巻 (近世の政治とその変革)1984
第3巻 (開国への政治情勢)1985
第4巻 (現代史と学問の自由)1984
第5巻 (新しい歴史教育への道)1984
第6巻 (歴史教育論)1984
第7巻 (歴史教育と歴史意識)1984
第8-9巻 (歴史教育運動)1985
第10巻 (流行歌でつづる日本現代史)1985
第11巻 (大衆文化)1985
第12巻 (回想と評論)1985
別巻 (古文書への招待)1985
別巻 2 (教科書、遺稿・補遺)1987
別巻 3 (講演・追悼)1987
- 『歴史教育とわが人生』三省堂　1984

## 共編著
- 『高野長英全集』（1930年）
- 『日本の政治』渡辺保共著　蛍雪書院　1940　歴史学叢書 日本研究篇
- 『日本歴史物語』編 アルス　1954　日本児童文庫
- 『東京歴史散歩』編　1957　河出新書
- 『歴史教育の指導記録』第1-2　編　明治図書出版　1957
- 『古文書入門』編　河出書房新社　1962
- 『日本の国が出来るまで』松島栄一,宮森繁共著　少年少女科学名著全集　国土社　1964
- 『政治と宗教』真下信一共編　時事通信社　1974　市民の学術双書